# ヒドロモルフォン
ヒドロモルフォン（Hydromorphone）は オピオイド類の中枢作用型の鎮痛剤  。 ジヒドロ モルフィノンとしても知られ、速放錠 ナルラピド、徐放錠 ナルサス、静注薬 ナルベインの商品名で販売されている。モルヒネから作られる。 ヒドロコドンがコデインであるのと同様に、ヒドロモルホンはモルヒネ（の水素化ケトン）である。  医学的にはオピオイド鎮痛薬で、法的には麻薬である。 ヒドロモルフォンは、生物学的利用能が経口投与、直腸投与、および鼻腔内投与において非常に低いので、主に静脈内注射によって用いられてきた。舌下投与は通常、生物学的利用能および薬効において経口投与より優れているが、ヒドロモルフォンは苦くそして親水性であるため、口腔粘膜からはあまり吸収されない。 
ヒドロモルフォンはモルヒネよりもはるかに水溶性なので、ヒドロモルフォン溶液は、少量の水量で製剤化できる。ヒドロモルフォン塩酸塩1gは3gの水に溶けるが、塩酸モルヒネ1gは16mLの水に溶ける。すべての一般的な目的のために、病院での使用のための純粋な粉末は、事実上任意の濃度の溶液を製造するために使用することができる。粉末が流出した場合、一回分の投与に必要とされる量は非常に少量なので、ヘロインや他の粉末麻薬と間違えた人、特に希釈された物を入手した人にとっては、過剰摂取の可能性が高い 。 
1921年に特許を取得した   。ごくまれに、 アヘンの分析でごく少量のヒドロモルフォンが検出される。現時点では解明されていない状況下およびプロセス下で、植物自身が産生していると考えられている。  植物における同様の過程または他の代謝過程が、アヘンおよびアヘン由来のアルカロイド混合物中に非常に少量のヒドロコドンが見出される原因でもあり得る。  ジヒドロコデイン 、 オキシモルオール 、オキシコドン 、オキシモルフォン 、 メトポン 、およびおそらく他のモルヒネおよびヒドロモルフォンの誘導体もまた、アヘン中に微量で見出される。 

## 副作用
ヒドロモルフォンの有害作用は、 モルヒネやヘロインのような他の強力なオピオイド鎮痛薬の有害作用に似ている。  ヒドロモルフォンの主な危険には、用量依存的な呼吸抑制 、尿閉、気管支痙攣、そして時には循環抑制が含まれる  。もっと一般的な副作用には、立ちくらみ、めまい、鎮静、かゆみ、便秘、吐き気 、嘔吐、頭痛、発汗および幻覚がある。これらの症状は、外来患者や激痛を経験していない患者によく見られる。 
ヒドロモルフォンを他のオピオイド、筋弛緩剤、精神安定剤、鎮静剤、および全身麻酔薬と同時に使用すると、呼吸抑制が著しく増加し、昏睡または死亡に至ることがある。 ベンゾジアゼピン （ ジアゼパムなど）をヒドロモルフォンと一緒に服用すると、めまいや集中困難などの副作用が増大することがある 。 これらの薬物を同時に使用する必要がある場合は、用量調整をすることができる 。 
ヒドロモルフォンで起こり得る特定の問題は、処方箋が書かれたとき、または薬が調剤されたときのいずれかにおいて、名称が類似しているために、モルヒネと間違えて偶発的に投与されることである。  これはいくつかの死亡事故をもたらし、混乱を避けるためにヒドロモルフォンをモルヒネとは明らかに異なる包装で分配することを求めている 。  
大量の過量摂取はオピオイド耐性の個人ではめったに観察されないが、発生した場合、循環器系の虚脱を引き起こす可能性がある。過量摂取の症状には、呼吸抑制、昏睡および時には死に至る眠気、骨格筋の弛緩、心拍数低下、および血圧の低下が含まれる。病院では、ヒドロモルフォンの過量投与者は、酸素を供給するための補助換気、経鼻胃チューブを通して活性炭を使用した消化管内の洗浄などの支持療法を受ける。ナロキソンなどのオピオイド拮抗薬も、酸素補給と同時に投与することができる。ナロキソンはヒドロモルフォンの効果を拮抗させることによって作用するので、重大な呼吸抑制および循環抑制の存在下でのみ投与される 。 
薬物がアルコールで服用された場合、過剰摂取の影響は用量ダンピングによって悪化することがある 。 
ヒドロモルフォンの使用に伴う糖の渇望は、注射後の一過性の高血糖後のグルコースの急激な減少、またはモルヒネ、ヘロイン、コデイン、および他のアヘン剤と同様に、数時間にわたるあまり深くない血糖低下の結果起きる。 

### ホルモンの不均衡
他のオピオイドと同様に、ヒドロモルフォン（特に重度の慢性的な使用中）はしばしば一時的な性腺機能低下症またはホルモンの不均衡を引き起こす。 

### 神経毒性
長期使用、高用量、および／または腎臓機能不全の条件では、ヒドロモルフォンは振戦 、ミオクローヌス 、興奮 、および認識機能不全などの神経興奮性症状と関連する。この毒性は、特にペチジンクラスの合成物などの他のクラスのオピオイドに関連するものよりも少ない。 

### 離脱（断薬）
ヒドロモルフォンの使用者は、薬物が中断されると痛みを伴う症状を経験する可能性がある。痛みに耐えることができず、継続的な薬物使用をもたらす場合がある。薬物探索行動と真の離脱効果には違いがあるので、オピオイド離脱の症状を解読するのは容易ではない 。ヒドロモルフォン離脱に関連する症状には以下が含まれる：  
- 腹痛
- 不安/パニック発作
- うつ病
- 鳥肌
- 日常活動を楽しむことができない
- 筋肉と関節の痛み
- 吐き気
- 鼻水と過度の涙の分泌
- 発汗
- 嘔吐

臨床現場では、涙液の過剰な分泌、あくび、および瞳孔拡大は、オピオイド離脱の診断に役立つ症状である。ヒドロモルフォンは即効性の鎮痛剤だが、いくつかの製剤は数時間効果を持続することがある。この薬を突然中止した患者は、ヒドロモルフォンの離脱症状 を、最終投与後数時間以内に開始し、数週間まで経験することがある 。オピオイドを中止した人の禁断症状は、オピオイドまたは非オピオイド補助剤を使用することによって管理できる。メサドンは、この種の治療に一般的に使用されているオピオイドであるが、治療法の選択はそれぞれの人に合わせて調整されるべきである 。 メサドンは、ヘロインやモルヒネに似た薬などのオピオイド依存症の解毒にも使用される  。 経口または筋肉内に投与することができる。治療を中断したとき置換薬自身が患者に禁断症状の再発を引き起こすことがあるため、禁断症状を経験している者にオピオイドを使用することに関しては論争がある 。  クロニジンは非オピオイド補助剤であり、高血圧患者のようにオピオイドの使用が望ましくない状況で使用することができる 。 

## 相互作用
CNS抑制剤は、ヒドロモルフォンの抑制効果を増強し得る。他のオピオイド、 麻酔薬 、 鎮静薬 、 催眠薬 、 バルビツレート 、 ベンゾジアゼピン 、 フェノチアジン 、 抱水クロラール 、 ジメンヒドリナート 、およびグルテチミドなど。ヒドロモルフォンの抑制効果は、 モノアミンオキシダーゼ阻害剤 （MAO阻害剤）、第一世代の抗ヒスタミン薬 （ ブロムフェニラミン 、 プロメタジン 、 ジフェンヒドラミン 、クロルフェニラミン ）、 β遮断薬 、およびアルコールによっても増強される可能性がある。  併用療法が企図される場合、一方または両方の薬剤の用量を減らすべきである 。

## 薬理学
| 親和性 （ Ki ） | 親和性 （ Ki ） | 親和性 （ Ki ） | 比率          |
| MOR             | DOR             | KOR             | MOR：DOR：KOR |
| --------------- | --------------- | --------------- | ------------- |
| 0.47 nM         | 18.5nM          | 24.9nM          | 1:39:53       |

| 化合物           | ルート | 用量      |
| ---------------- | ------ | --------- |
| コデイン         | PO     | 200 mg    |
| ヘロイン         | IV     | 4.5 mg    |
| ヒドロコドン     | PO     | 20〜30 mg |
| ヒドロモルフォン | PO     | 7.5 mg    |
| ヒドロモルフォン | IV     | 1.5 mg    |
| モルヒネ         | PO     | 30 mg     |
| モルヒネ         | IV     | 10 mg     |
| オキシコドン     | PO     | 20 mg     |
| オキシコドン     | IV     | 10 mg     |
| オキシモルフォン | PO     | 10 mg     |
| オキシモルフォン | IV     | 1 mg      |

ヒドロモルフォンは半合成μ-オピオイド アゴニストである。  モルヒネの水素化ケトンとして、オピオイド鎮痛薬に典型的な薬理学的性質を有する。  ヒドロモルホンおよび関連オピオイドは中枢神経系および胃腸管にそれらの主要な効果をもたらす。これらには、 鎮痛 、眠気、精神的混濁、気分の変化、 多幸感または不快感 、呼吸抑制、咳の抑制、胃腸運動の低下、悪心、嘔吐、脳脊髄液圧の上昇、 胆汁圧の上昇 、および瞳孔のピンポイント収縮の上昇が含まれる。  

### 剤型

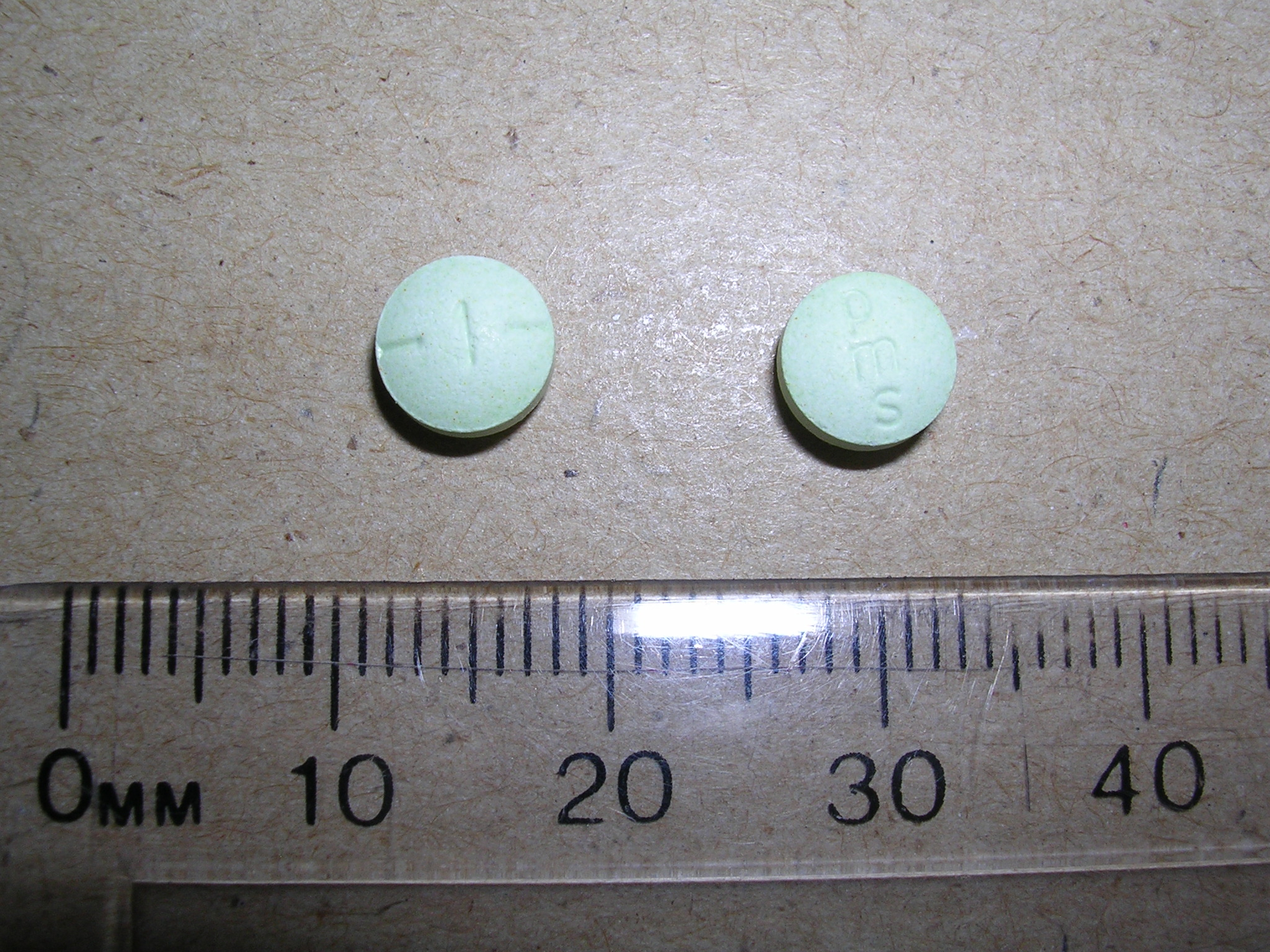

ヒドロモルフォンは、非経口、直腸、皮下および経口製剤で入手可能であり、 硬膜外注射または髄腔内注射によっても投与することができる 。 ヒドロモルフォンはまた、 息切れを治療するために噴霧剤で投与されてきたが、低い生物学的利用能のため、疼痛管理目的の投与経路としては用いられていない。  
塩酸ヒドロモルフォンの濃厚水溶液は、特に透明なアンプルに保存された場合、純水、等張9‰（0.9％）生理食塩水などとは明らかに異なる屈折率を持ち、光にさらされるとわずかに透明な琥珀色の変色を生じることがある。一説には、これは溶液の薬効に影響を及ぼさないが、ヒドロモルフォン、 オキシモルフォン 、および近縁物の14-ジヒドロモルフィノンは、光から保護するよう説明書に記載がある 。 沈殿物を生じた溶液のアンプルは廃棄しなければならない 。 
外科手術および伝統的な薬物療法などの他の選択肢が除外され、患者が生理学的および心理的の両方の禁忌に関して適切な適合と見なされるという条件において、慢性疼痛のために電池式髄腔内薬物送達システムが埋め込まれる 。 
ヒドロモルフォンの持続放出（1日1回）剤型が米国で入手可能 。 
かつては、2005年7月のFDAアドバイザリーで、アルコールとの併用で高過剰摂取の可能性があると警告された後、自発的に市場から撤退される前に、ヒドロモルフォンの持続放出型であるPalladoneが入手可能だった。2010年3月現在、英国ではPalladone SRというブランド名で、ネパールではOpidolというブランド名で、そしてその他のヨーロッパ諸国でもまた入手可能 。 
日本では長く未承認であったが、日本緩和医療学会と日本緩和医療薬学会がヒドロモルフォン開発の要望書を提出したのを受けて、厚生労働省の「医療上の必要性の高い未承認薬・適応外薬検討会議」で「医療上の必要性あり」と認められた。そして第一三共と第一三共プロファーマの共同開発による速放錠の「ナルラピド」、徐放錠の「ナルサス」が2017年6月に認可された。そして、2018年5月には同社の注射薬「ナルベイン注」が認可された。 

### 薬物動態
モルヒネ分子をヒドロモルフォンに化学修飾すると、脂溶性が高まり、 血液脳関門を通過する能力が高まり、より迅速で完全な中枢神経系の浸透が起こる。  1ミリグラムあたりでは、ヒドロモルフォンはモルヒネの5倍の効力があると考えられている。変換率は4〜8倍の間で幅があるが、5倍が一般的な臨床使用法である   。 耐性の発達（同じ投与量では鎮痛効果が得られなくなること）も個人によって異なる。 
腎臓異常を有する患者は、ヒドロモルフォンを投与するときには注意を払わなければならない。  腎機能障害のある人では、ヒドロモルフォンの半減期は最大40時間まで延長する可能性がある。  静脈内投与でのヒドロモルホンの典型的な半減期は2.3時間  。 最高血中濃度には、通常、経口投与後30〜60分で達する 。 
ヒドロモルフォンの作用開始は静脈内投与で5分以内であり、経口投与（即時放出）では30分以内 。 

### 代謝
コデインやオキシコドンなど、そのクラスの他のオピオイドはCYP450酵素を介して代謝されるが、ヒドロモルフォンは異なる 。  ヒドロモルフォンは肝臓でヒドロモルフォン-3-グルクロニドに代謝されるが、代謝物に鎮痛作用はない。  モルヒネ代謝産物、モルヒネ-3-グルクロニド、ヒドロモルホン-3-グルクロニドの血中濃度増加で同様に見られるように、落ち着きのなさ、ミオクローヌスおよび痛覚過敏のような興奮性の神経毒性作用を生じることがある。  腎機能が低下した患者および高齢患者は、代謝産物蓄積のリスクが高い  。 

## 化学
ヒドロモルフォンは、モルヒネから直接転位 （白金またはパラジウム触媒の存在下でのモルヒネのアルコール溶液または酸性水溶液の還流加熱により）またはジヒドロモルヒネへの還元 （通常は接触水素化による ）、それに続くベンゾフェノン中での酸化により製造される。 カリウム tert-ブトキシドまたはアルミニウム tert-ブトキシドの存在 （オッペナウアー酸化）。  6ケトン基は、 ウィッティヒ反応を介してメチレン基と置換されて、モルヒネより80倍強い6-メチレンジヒドロデオキシモルヒネを生成することができる 。 
モルヒネをヒドロモルフォンに変えることはその活性を増大させ、そしてそれ故、ヒドロモルフォンを重量基準でモルヒネより約8倍強くするが、他のすべてのことは同じである  。 脂溶性の変化は、ヒドロモルフォンの吸収、分布、代謝、および排泄特性に作用し、より迅速な薬効の開始ならびに（一般的な、より少ない悪心およびかゆみで）副作用特性を有することに寄与する。ヒドロモルフォンおよびそのコデイン類似体ヒドロコドンが最もよく知られている、古くからある半合成アヘン剤には、強さがさまざまで、微妙なものとはっきりとしたものが異なる多数の薬物が含まれ、治療のためのさまざまな選択肢がある。 